# Відкрита мова синтетичної біології
Відкрита мова синтетичної біології або ВМСБ (англ. Synthetic Biology Open Language; SBOL) — запропонований стандарт даних для обміну дизайнами у синтетичній біології між пакетами програмних засобів. Вона розробляється Групою розробників ВМСБ (англ. SBOL Developers Group) з 2008 року. Ця група націлена на розробку стандарту таким, щоб він був відкритим та демократичним для того, щоб охопити якомога більше інтересів та уникнути домінування однієї компанії. Група також прагне розвивати та вдосконалювати стандарт дизайну з часом, оскільки галузь синтетичної біології відображає цей розвиток.
Графічна мова моделювання, яка називається SBOL visual, також була створена для візуалізації дизайнів ВМСБ.

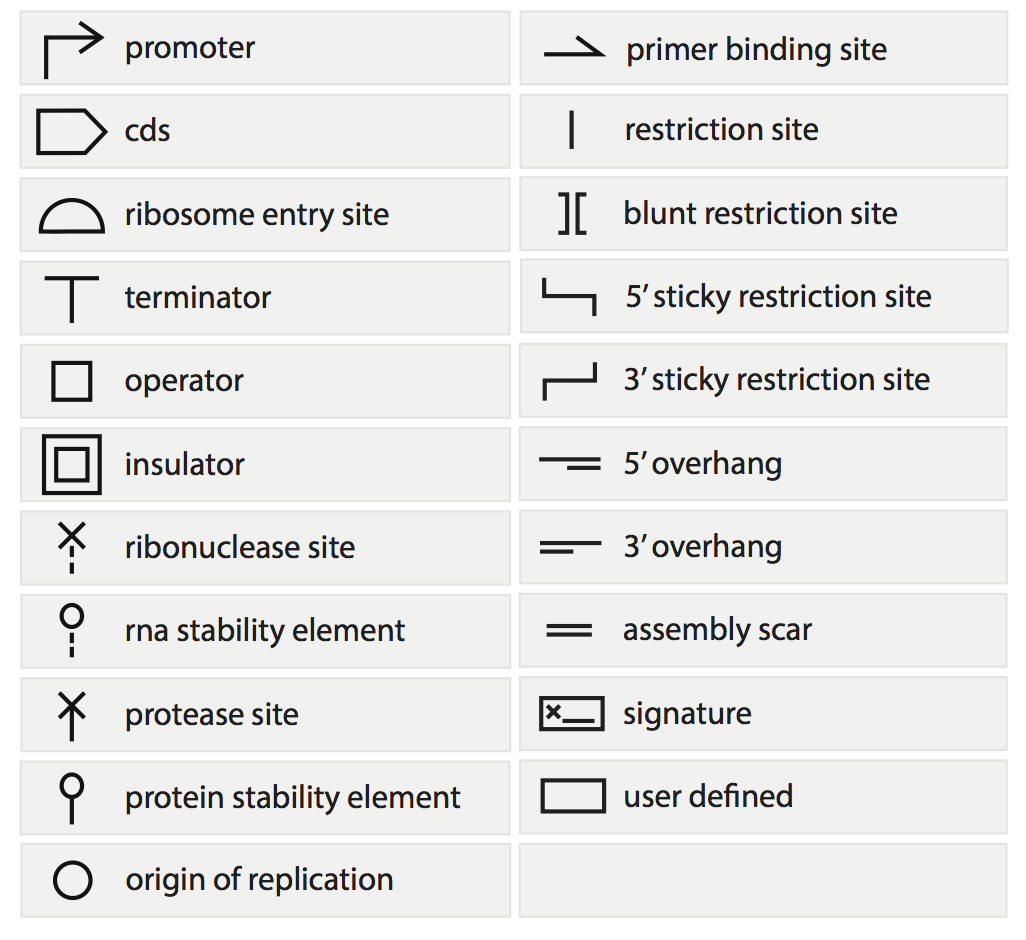
Стандартні візуальні символи відкритої мови синтетичної біології (ВМСБ): промотор (promoter), сайт зв'язування з праймером (primer binding site), кодувальна область (cds), сайт рестрикції (restriction site) тощо.

## Випуски
| Версія | Дата               |
| ------ | ------------------ |
| 1.0    | Листопад 2011 року |
| 1.1    | Жовтень 2012 року  |
| 2.0    | Липень 2015 року   |
| 2.1.0  | Жовтень 2016 року  |
| 3.0    | Вересень 2020 року |